# Distrito de Cupisnique
El distrito de Cupisnique es uno de los ocho que conforman la provincia de Contumazá, ubicada en el departamento de Cajamarca, en el Norte del Perú.  
Desde el punto de vista jerárquico de la Iglesia católica forma parte de la Diócesis de Cajamarca, sufragánea de la Arquidiócesis de Trujillo.

## Historia
El distrito de Contumazá fue creado mediante Ley del 20 de febrero de 1964, en el gobierno del arquitecto Fernando Belaúnde Terry. 

## Geografía
El distrito de cupisnique cuenta con mucha diversidad de flora y fauna mostrando paisajes de gran belleza según la estación del año.  
- Ríos: Jequetepeque
- Lagos: .
- Caseríos:
  - Santa Catalina de Alejandría
  - Granero Fortuna
  - La Zanja
  - Juque-Ventarrón
  - San Lorenzo
- Anexos:
  - La Quesera

## Capital
Su capital el la hermosa e histórica Ciudad de Trinidad (Fundado un 3 de junio de 1583, por la orden religiosa de Los Jesuitas), ubicada a 1800 m.s.n.m. en la antigua ruta de tráfico de la costa a la ciudad de Cajamarca.
Trinidad es también el centro administrativo de la Comunidad Campesina Santísima Trinidad.

## Autoridades

### Municipales
- 2015 - Actualidad
  - Alcalde: Segundo Julca Angulo
  - Regidores:
- 2011 - 2014[2]
  - Alcalde: Fredy Anibal Cisneros Gálvez, del Movimiento Regional Cajamarca Siempre Verde (MRCSV).
  - Regidores: Richard Raúl Alcantara Reyes (MRCSV), Claudia Cecilia Vásquez Pérez (MRCSV), Eduardo Enrique Tisnado Cabanillas (MRCSV) , Maritza López León (MRCSV), Ermis Joel Altamirano Cabanillas (Alianza para el Progreso).
- 2023 - 2026
  - Alcalde: Fredy Anibal Cisneros Gálvez

### Policiales
- Comisario:     PNP.

### Religiosas
- Diócesis de Cajamarca[3]
  - Obispo: Mons. José Carmelo Martínez Lázaro, OAR.
- Parroquia
  - Párroco: Preb.  .

## Festividades
La festividad principal se celebra en la capital del distrito en honor a la Santísima Trinidad con día central el primer domingo del mes de agosto.
Se celebra además festividades en cada caserío y anexo dedicada a un santo o advocación:
- Santa Catalina: Santa Catalina de Alejandría
- Juque Ventarrón: Sagrado Corazón de Jesús
- San Lorenzo: San Lorenzo
- La Zanja: Señor de los Milagros
- Granero Fortuna: